# Vincent J. Dellay

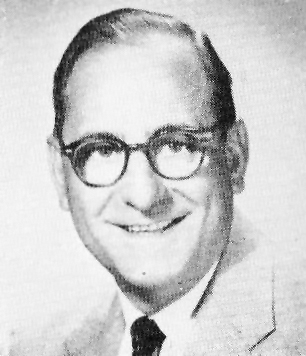
Vincent J. Dellay

Vincent John Dellay (* 23. Juni 1907 in Union City, New Jersey; † 16. April 1999 in Hasbrouck Heights, New Jersey) war ein US-amerikanischer Politiker. Zwischen 1957 und 1959 vertrat er den Bundesstaat New Jersey im US-Repräsentantenhaus.

## Werdegang
Vincent Dellay besuchte die West New York High School, die New York Evening High School und das American Institute of Banking. Zwischen 1923 und 1929 arbeitete er für die in New York City ansässige Firma Irving Trust Co., in der er vom Botengänger bis zum Buchhalter aufstieg. Danach arbeitete er zwischen 1929 und 1936 in der Revision der Sterling National Bank & Trust Co., ebenfalls in New York City. Von 1936 bis 1956 war Dellay als Revisor beim Finanzministerium des Staates New Jersey beschäftigt. Diese Zeit war in den Jahren 1944 und 1945 durch seinen Dienst in der United States Navy während des Zweiten Weltkrieges unterbrochen. Von 1949 bis 1960 war er auch Mitglied der Nationalgarde von New Jersey.
Politisch war Dellay damals Mitglied der Republikanischen Partei. 1954 kandidierte er noch erfolglos für das US-Repräsentantenhaus. Bei den Kongresswahlen des Jahres 1956 wurde er dann aber im 14. Wahlbezirk von New Jersey in das US-Repräsentantenhaus in Washington, D.C. gewählt, wo er am 3. Januar 1957 die Nachfolge von T. James Tumulty antrat. Während der nun folgenden Legislaturperiode des Kongresses wechselte John Dellay seine Parteizugehörigkeit und wurde Mitglied der Demokraten. Im Jahr 1958 bewarb er sich erfolglos um seine Nominierung zur Wiederwahl. Damit schied er am 3. Januar 1959 aus dem US-Repräsentantenhaus aus.
Nach dem Ende seiner Zeit im US-Repräsentantenhaus arbeitete Vincent Dellay bis zu seiner Pensionierung im Jahr 1971 im Außendienst für das Finanzministerium seines Staates. Er starb am 16. April 1999 in Hasbrouck Heights und wurde auf dem Nationalfriedhof Arlington in Virginia beigesetzt.